# Gare de Seinäjoki
La gare de Seinäjoki (en finnois : Seinäjoen rautatieasema) est une gare ferroviaire finlandaise située à Seinäjoki.

## Histoire
En 2008, la gare a accueilli  673 000 voyageurs.